# اندیس پال سبز معدن‌ها
پال سبز معدن ها یک اندیس فلزی است که در حوالی شهر پرنگ استان خراسان قرار دارد و مادهٔ معدنی موجود در آن، مس است.  